# Port Sudan

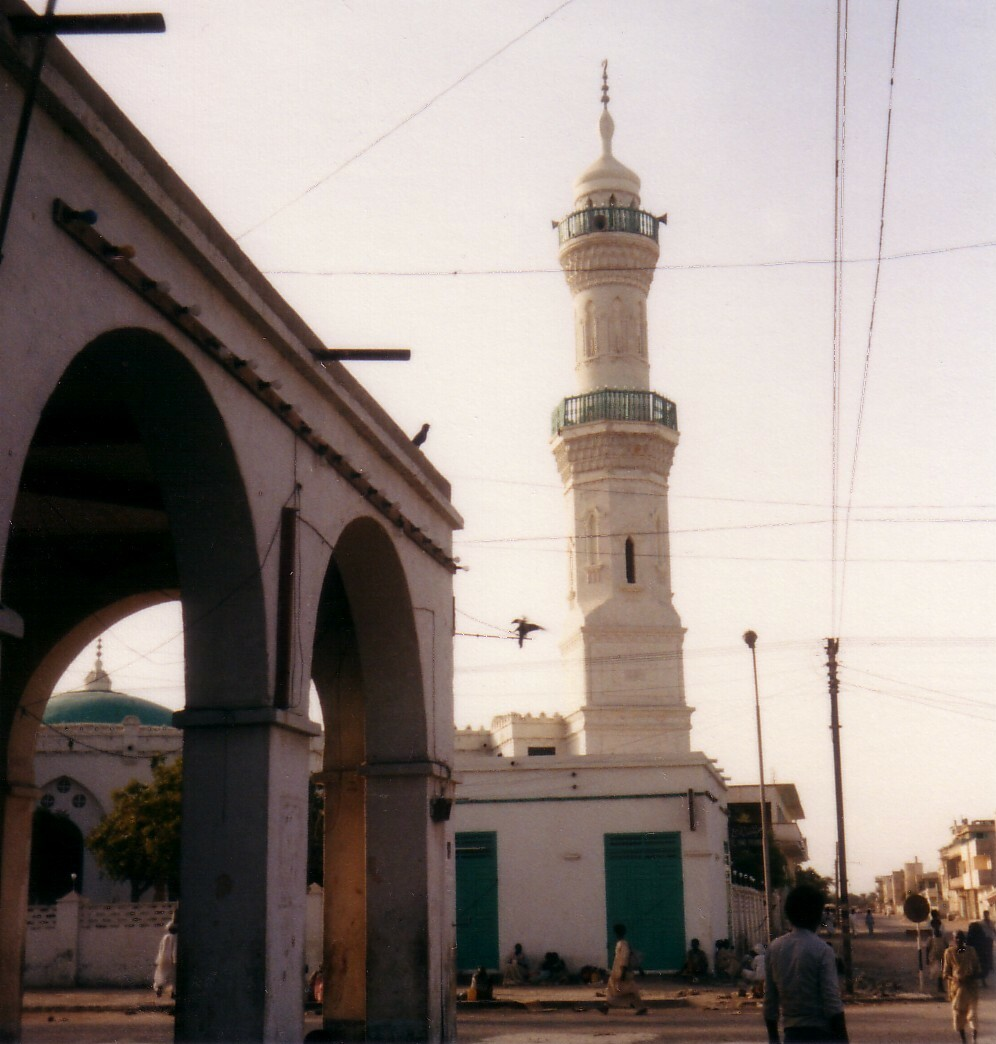
Minaret v Port Sudan

Port Sudan, česky Port Súdán (arabsky: بورتسودان – Búrt Súdán, či بورسودان – Búr Súdán) je nejvýznamnějším súdánským přístavem, který se nachází na severovýchodě země, na pobřeží Rudého moře. Město je správním střediskem spolkového státu Rudé moře a žije zde asi 475 000 obyvatel.

## Historie
Port Sudan založili v roce 1905 Britové jako přístav z něhož byla vedena železnice do zemědělských oblastí v povodí súdánského Nilu. Po této železnici byla do přístavu a dále na světový trh dopravována bavlna, sezam nebo čirok.
Díky hloubce vyhovoval tento nový přístav mnohem lépe pro větší lodě proplouvající Suezským průplavem, nežli do té doby využívaný Suakin (cca 30 km jižněji).
Původní architektura města je tvořena jednopatrovými budovami se širokými balkony a terasami, které měly za úkol co nejvíce chránit obyvatele proti vysokým teplotám a vlhkosti, jež jsou zde běžné.
Súdánské pobřeží má délku 853 km podél Rudého moře. Pobřežní vody jsou bohaté na podmořský život s četnými korálovými útesy. Jacques-Yves Cousteau zde dokonce uskutečnil v roce 1963 na útesu Ša´ab Rumí experiment s podmořskou základnou a výzkumem možného života člověka pod vodou.

## Doprava
Port Súdán má denní letecké spojení s Chartúmem. Několik autobusových společností zajišťuje přepravu do Chartúmu trvající cca 12 hodin ze Sůqu Aš-ša´bí, další destinace obsluhované z této stanice jsou Atbara, Kassala aj. Železniční spojení do vnitrozemí znamená v současné době (rok 2008) jeden spoj týdně ve středu. Cesta do Atbary trvá 24 hod, vlak poté pokračuje do Chartúmu.

## Podnebí
Je horké, tropické, a připomíná klima jižních letovisek v Egyptě, přičemž se pyšní především teplejšími zimami, kdy ani v tomto období teplota neklesá pod 20 °C, a v průměru dosahuje hodnot italských let (23–27 °C den i noc).
Léta, resp. období od dubna do listopadu jsou velmi horká, s extrémním UV slunečním faktorem, a průměrnými teplotami nad 30 °C (den i noc). V období od června do října teploty pak prakticky neklesají ani v noci pod 30 °C, a v denních maximech často překračují 40 °C, přesto nejsou tak extrémní, jako pouštní oblasti.
Srážky se zde vyskytují velmi sporadicky, přesto o něco více, než např. v Marsá Alam, v severně položeném egyptském letovisku.